# Institut Max-Planck de météorologie
L’Institut Max-Planck de météorologie est un institut de recherche extra-universitaire de renommée internationale dépendant de la Société Max-Planck situé à Hambourg, dont l'objet d'étude est la météorologie et la climatologie. Ses activités normales sont financées moitié-moitié par le gouvernement fédéral allemand et le Länder de Hambourg, alors que des montants supplémentaires pour des projets spécifiques peuvent provenir d'organismes subventionnaires. Les scientifiques de l’Institut participent à des études in situ des éléments du temps, développent des modèles de prévision du climat et publient les résultats dans de nombreux journaux scientifiques. 

## Mission
Les scientifiques du MPI-M étudient la vulnérabilité du système climatique face aux perturbations telles que les changements dans la composition de son atmosphère, et explorent les fondements et les limites de la prévisibilité du système. L'institut développe et analyses des modèles très complexes simulant les processus dans l'atmosphère, au niveau du sol et dans l'océan. Ces modèles sont des outils importants dans la recherche climatique et servent aux recherches internationales en tant que base pour le changement climatique. Les relevées sur le terrain et les observations satellitaires complètent les simulations des modèles. L'Institut Max-Planck et l'université de Hambourg collaborent avec d'autres instituts à KlimaCampus, un centre de compétences et de formation sur la recherche climatique.

## Départements
- Le département "Atmosphère" traite de la dynamique du climat atmosphérique, en particulier des interactions au sein de l'atmosphère. Directeur : Björn Stevens.
- Le département "Lithosphère" examine les interactions entre la terre, l'air et l'homme. Directeur: Martin Claussen.
- Le département "Océans" examine le rôle des océans dans la dynamique du climat.

## Groupes de recherche indépendants
- Feu dans le système climatique.
- Cryosphère.
- Turbulences climatiques.

## International Max Planck Research School (IMPRS)
L'Institut Max-Planck de météorologie participe à l’International Max Planck Research School on Earth System Modelling, un programme de doctorat en anglais qui permet un doctorat structuré, avec l'université de Hambourg. Son directeur est Jochem Marotzke.